# Portrait du Marquis de San Adrián
Le Portrait du Marquis de San Adrián est une huile sur toile de Francisco de Goya réalisée en 1804. Elle fut peinte en même temps que le  Portrait de la marquise de Santiago, son épouse, avec lequel il forme un portrait double.  Elle est exposée au Musée de Navarre à Pampelune (Espagne). Il s'agit d'un portrait du septième Marquis de San Adrián, José María de Magallón y Armendáriz. 
C’est l'un des portraits les plus achevés de l’artiste. Sa composition est inspirée de portraits britanniques et s'éloigne de la tradition vélasquienne. Le travail est d'une grande finesse et d'élégance, associe l'harmonie des couleurs et le naturel.
L'attitude de José Maria Magallon et Armendáriz dénote à la fois de l’élégance et de l'indolence. Il porte un habit d’équitation, un pantalon en velours côtelé. Il tient un fouet et un livre.

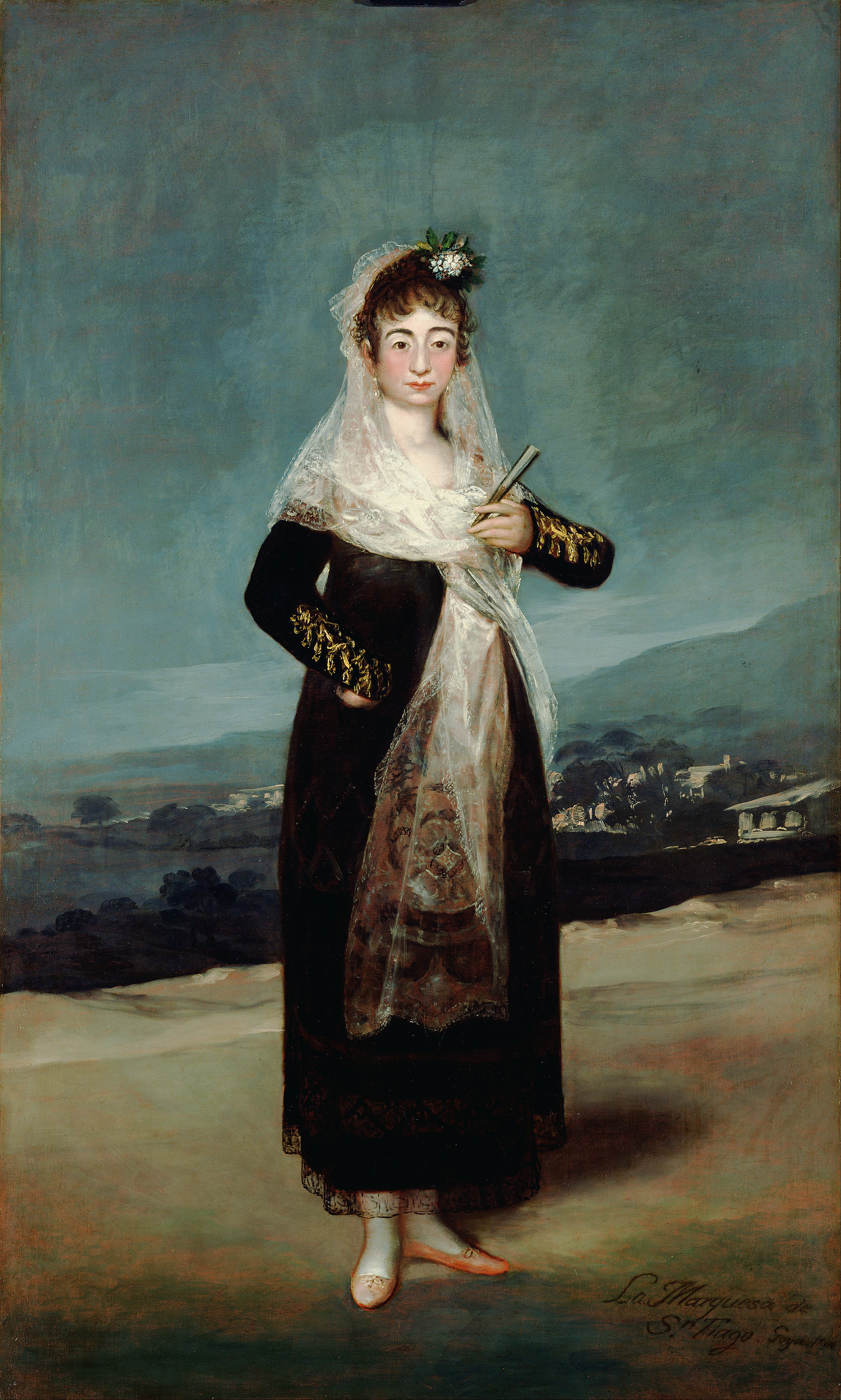
Le Portrait de la marquise de Santiago, réalisé en même temps.